# Okręgowe rozgrywki w piłce nożnej woj. warszawskiego (1926)
5. Edycja okręgowych rozgrywek w piłce nożnej województwa warszawskiego
| Rozgrywki | Poziomy rozgrywkowe w sezonie 1926 | Poziomy rozgrywkowe w sezonie 1926                                             | Poziomy rozgrywkowe w sezonie 1926                                             | Poziomy rozgrywkowe w sezonie 1926                                             | Poziomy rozgrywkowe w sezonie 1926                                             | Poziomy rozgrywkowe w sezonie 1926                                             | Poziomy rozgrywkowe w sezonie 1926                                             | Poziomy rozgrywkowe w sezonie 1926                                             | Poziomy rozgrywkowe w sezonie 1926                                             |                         |
| --------- | ---------------------------------- | ------------------------------------------------------------------------------ | ------------------------------------------------------------------------------ | ------------------------------------------------------------------------------ | ------------------------------------------------------------------------------ | ------------------------------------------------------------------------------ | ------------------------------------------------------------------------------ | ------------------------------------------------------------------------------ | ------------------------------------------------------------------------------ | ----------------------- |
| Centralne | I poziom ligowy                    | Mistrzostwa Polski                                                             | Mistrzostwa Polski                                                             | Mistrzostwa Polski                                                             | Mistrzostwa Polski                                                             | Mistrzostwa Polski                                                             | Mistrzostwa Polski                                                             | Mistrzostwa Polski                                                             | Mistrzostwa Polski                                                             | Mistrzostwa Polski      |
| Okręgowe  | II poziom ligowy                   | Klasa A gr.I                                                                   | Klasa A gr.I                                                                   | Klasa A gr.I                                                                   | Klasa A gr.I                                                                   | Klasa A gr.I                                                                   | Klasa A gr.I                                                                   | Klasa A gr.I                                                                   | Klasa A gr.I                                                                   |                         |
| Okręgowe  | III poziom ligowy                  | Klasa B gr.I                                                                   | Klasa B gr.I                                                                   | Klasa B gr.I                                                                   | Klasa B gr.II                                                                  | Klasa B gr.II                                                                  | Klasa B gr.II                                                                  | Klasa B gr.III (rezerw)                                                        | Klasa B gr.III (rezerw)                                                        | Klasa B gr.III (rezerw) |
| Okręgowe  | IV poziom ligowy                   | Klasa C gr.I-VIII okręg warszawski gr. IX podokręg radomski grupy X-XII rezerw | Klasa C gr.I-VIII okręg warszawski gr. IX podokręg radomski grupy X-XII rezerw | Klasa C gr.I-VIII okręg warszawski gr. IX podokręg radomski grupy X-XII rezerw | Klasa C gr.I-VIII okręg warszawski gr. IX podokręg radomski grupy X-XII rezerw | Klasa C gr.I-VIII okręg warszawski gr. IX podokręg radomski grupy X-XII rezerw | Klasa C gr.I-VIII okręg warszawski gr. IX podokręg radomski grupy X-XII rezerw | Klasa C gr.I-VIII okręg warszawski gr. IX podokręg radomski grupy X-XII rezerw | Klasa C gr.I-VIII okręg warszawski gr. IX podokręg radomski grupy X-XII rezerw |                         |

## Klasa A - II poziom rozgrywkowy
| Poz. | Drużyna             | M  | Z | R | P | Bramki  | Pkt. | Inne      |
| ---- | ------------------- | -- | - | - | - | ------- | ---- | --------- |
| 1    | Polonia Warszawa    | 10 | 8 | 1 | 1 | 46:17   | 17   | Liga 1927 |
| 2    | Warszawianka        | 10 | 8 | 1 | 1 | 35:16   | 17   | Liga 1927 |
| 5    | WKS Legia Warszawa  | 10 | 5 | 2 | 3 | 23:26   | 12   | Liga 1927 |
| 4    | Varsovia Warszawa   | 10 | 3 | 3 | 4 | 28:23   | 9    | Klasa A   |
| 5    | Korona Warszawa (b) | 10 | 2 | 0 | 8 | 21:37   | 4    | Klasa A   |
| 6    | Czarni Radom        | 10 | 0 | 1 | 9 | 14:48   | 1    | Klasa A   |
|      |                     |    |   |   |   | 167:167 |      |           |

| Mecze            | POL | WAR | LEG | VAR | KOR | CZA |
| ---------------- | --- | --- | --- | --- | --- | --- |
| POL              | X   | 2:3 | 6:1 | 5:1 | 6:0 | 3:1 |
| WAR              | 4:6 | X   | 3:0 | 1:0 | 3:2 | 6:2 |
| LEG              | 2:3 | 3:3 | X   | 2:1 | 2:1 | 4:3 |
| VAR              | 3:3 | 1:2 | 4:4 | X   | 3:2 | 1:1 |
| KOR              | 1:6 | 0:7 | 0:2 | 1:6 | X   | 9:0 |
| CZA              | 1:6 | 0:3 | 2:3 | 2:8 | 2:5 | X   |
| I seria II seria |     |     |     |     |     |     |

- Na skutek powiększenia A klasy do 10 zespołów oraz utworzenia podokręgu radomskiego Czarni utrzymały się w klasie A.
- Dodatkowy mecz o 1m-ce: Warszawianka: Polonia 5:5,
Przy remisie drugi mecz Warszawianka: Polonia 0:1.
- Polonia wystąpiła w MP 1926.
- Po rozłamie w polskiej piłce trzy pierwsze kluby WOPZN klasy A zostały włączone do nowo utworzonej Ligi.

## Klasa B - III poziom rozgrywkowy
Awans: Skra Warszawa, dokooptowano: Ruch Warszawa, RKS Radom, Orkan Warszawa, Makabi Warszawa.
| Poz. | Drużyna            | M  | Z | R | P | Bramki | Pkt. |
| ---- | ------------------ | -- | - | - | - | ------ | ---- |
| 1    | Skra Warszawa      | 10 |   |   |   |        | 18   |
| 2    | Makabi Warszawa    | 10 |   |   |   |        | 13   |
| 3    | Orkan Warszawa     | 10 |   |   |   |        | 12   |
| 4    | Barkochba Warszawa | 10 |   |   |   |        | 11   |
| 5    | Wisła Warszawa (b) | 10 |   |   |   |        | 4    |
| 4    | WKS 22 pp Siedlce  | 10 |   |   |   |        | 0    |

| Poz. | Drużyna              | M | Z | R | P | Bramki | Pkt. |
| ---- | -------------------- | - | - | - | - | ------ | ---- |
| 1    | RKS Radom            | 8 |   |   |   |        | 11   |
| 2    | Ruch Warszawa        | 8 |   |   |   |        | 10   |
| 3    | Radomianka Radom (b) | 8 |   |   |   |        | 10   |
| 4    | Sarmata Warszawa (b) | 8 |   |   |   |        | 8    |
| 5    | Pogoń Warszawa       | 8 |   |   |   |        | 4    |

- Olimpia Warszawa nie przystąpiła do rozgrywek, klub został rozwiązany.
- Skra utrzymała się w B klasie z powodu wycofania się Olimpii.
- Decyzją WOZPN z lutego 1926 r. Sarmata przesunięty został do B klasy na skutek wycofania się z rozgrywek AZS-u.
- Po sezonie Pogoń rozwiązała się i połączyła z Legią.

Mecze barażowe o awans do klasy A:

- 10.10.1926, RKS – Skra 2:1
- 17.10.1926, Skra – RKS 2:0
- 24.10.1926, Skra – RKS 0:2

Grupa III - rezerw
| Poz. | Drużyna               | M | Z | R | P | Bramki | Pkt. |
| ---- | --------------------- | - | - | - | - | ------ | ---- |
| 1    | Warszawianka II       |   |   |   |   |        | -    |
| b.d. | Polonia II Warszawa   |   |   |   |   |        | -    |
| b.d. | WKS Legia II Warszawa |   |   |   |   |        | -    |
| b.d. | Varsovia II Warszawa  |   |   |   |   |        | -    |
| b.d. | Korona II Warszawa    |   |   |   |   |        | -    |
| b.d. | Czarni Radom II       |   |   |   |   |        | -    |

## Klasa C - IV poziom rozgrywkowy 1926
Rozgrywki klasy C odbywały się w 12 grupach:
```
Grupy I-VIII okręg warszawski (i okolice)
Grupa IX podokręg radomski
Grupy X-XII rezerw
```

- Po sezonie, na skutek rozłamu w polskiej piłce i powstaniu Polskiej Ligi Piłki Nożnej, brakujące miejsca w klasie B WOZPN przyznano czołówce klasy C, awansowały Gwiazda Warszawa, po sezonie dokooptowane: Ascola Warszawa, Huragan Wołomin

Drużyny występujące w rozgrywkach klasy C:

- Gwiazda Warszawa, Ascola Warszawa, Huragan Wołomin Warszawa, AKS, Lechja Radom, Warszawski KS, Promień Warszawa, Hakocah Warszawa, Parowóz Warszawa, Lipopianka, Kordjan, Sokolęta, Szturm, ZAWF Warszawa, Świt Warszawa, Orzeł Warszawa, Jutrzenka Warszawa, Victoria Warszawa, Samson, Pocisk Rembertów, Stolica Warszawa, Marymont Warszawa, Żyrardowianka, Jordan, Haszomir, Sparta Warszawa
- Barkochba Radom, WKS 72pp Radom, RKS II Radom, Radomianka.
- Prawdopodobni uczestnicy: Stadion Warszawa, 1 pp Lotników, KPWF Warszawa, Strzelec Warszawa, Audacja Warszawa, KS Jordan, Koło Głuchych Wa-wa, Nadwiślanka

Baraże do klasy B 

- 4.12.1926, Gwiazda – Ascola 4:0
- zwycięzca baraży w okręgu warszawski: Gwiazda Warszawa
- 5.12.1926, Warszawianka III – Skra II 5:3
- zwycięzca baraży w grupach rezerw: Warszawianka III
- 19.12.1926, Warszawianka III – Gwiazda 2:4, 5:4, awans Gwiazdy
- Żyrardowianka ukarana walkowerami za wstawianie do składu niezgłoszonego gracza.